# Leonie Fiebig
Leonie Fiebig (24 maggio 1990) è una bobbista ed ex velocista tedesca.

## Biografia
Ha praticato l'atletica leggera nelle discipline veloci a livello nazionale juniores, avendo partecipato nel 2009 ai campionati nazionali di categoria nei 100 m e nei 400 m e a quelli indoor nei 60 m; si è inoltre cimentata nel salto in alto e nel salto in lungo a livello regionale. 
Dal 2017 compete nel bob come frenatrice per la squadra nazionale tedesca. Debuttò in Coppa Europa nella stagione 2017/18 con la pilota Christin Senkel ed esordì in Coppa del Mondo nella seconda tappa della stagione 2018/19, il 15 dicembre 2018 a Winterberg, dove si piazzò quarta nel bob a due; colse il suo primo podio l'11 gennaio 2020 a La Plagne, concludendo la gara di bob a due al terzo posto in coppia con Stephanie Schneider, e vinse la sua prima gara il 28 novembre 2020 a Sigulda con Laura Nolte.
Prese parte a quattro edizioni dei campionati mondiali, vincendo una medaglia d'oro. Nel dettaglio i suoi risultati nelle prove iridate sono stati, nel bob a due: settima a Whistler 2019, quinta ad Altenberg 2020, quarta ad Altenberg 2021 e medaglia d'oro a  Sankt Moritz 2023, in coppia con Kim Kalicki.
Agli europei ha conquistato una medaglia di bronzo nel bob a due, vinta a Winterberg 2021 in coppia con Mariama Jamanka. 
Ha inoltre vinto il titolo nazionale 2020 nel bob a due.

## Palmarès

### Mondiali
- 1 medaglia:
  - 1 oro (bob a due a Sankt Moritz 2023).

### Europei
- 1 medaglia:
  - 1 bronzo (bob a due a Winterberg 2021).

### Coppa del Mondo
- 15 podi (tutti nel bob a due):
  - 5 vittorie;
  - 4 secondi posti;
  - 6 terzi posti.

#### Coppa del Mondo - vittorie
| Data             | Luogo        | Paese       | Disciplina                             |
| ---------------- | ------------ | ----------- | -------------------------------------- |
| 28 novembre 2020 | Sigulda      | Lettonia    | a due con Laura Nolte (pilota)         |
| 19 dicembre 2020 | Innsbruck    | Austria     | a due con Stephanie Schneider (pilota) |
| 17 gennaio 2021  | Sankt Moritz | Svizzera    | a due con Stephanie Schneider (pilota) |
| 21 novembre 2021 | Innsbruck    | Austria     | a due con Laura Nolte (pilota)         |
| 3 dicembre 2022  | Park City    | Stati Uniti | a due con Kim Kalicki (pilota)         |

### Campionati tedeschi
- 1 medaglia:
  - 1 oro (bob a due a Schönau am Königssee 2021[1]);

### Circuiti minori

#### Coppa Europa
- 2 podi (nel bob a due):
  - 1 vittoria;
  - 1 secondo posto.